# IC 3671
IC 3671 је спирална галаксија у сазвјежђу Береникина коса која се налази на листи објеката дубоког неба у Индекс каталогу.
Деклинација објекта је + 23° 30' 37" а ректасцензија 12h 41m 51,3s. Привидна величина (магнитуда) објекта IC 3671 износи 14,7 а фотографска магнитуда 15,5. IC 3671 је још познат и под ознакама MCG 4-30-15, CGCG 129-19, KUG 1239+237, PGC 42599.